# Rico Lewis
Rico Henry Mark Lewis (sinh ngày 21 tháng 11 năm 2004) là một cầu thủ bóng đá chuyên nghiệp người Anh, chơi ở vị trí Hậu vệ cánh phải cho câu lạc bộ Manchester City tại Premier League. Anh đã đại diện cho đội tuyển Anh ở cấp độ trẻ.

## Sự nghiệp câu lạc bộ
Lewis gia nhập Manchester City khi mới 8 tuổi và là đội trưởng đội U-18 của câu lạc bộ trong mùa giải 2021–22. Anh lần đầu tiên có tên trên băng ghế dự bị của Man City trong trận đấu đầu tiên của Manchester City ở mùa giải 2022–23, và ra mắt Premier League một tuần sau đó. Vào ngày 13 tháng 8 năm 2022, trong trận đấu với Bournemouth, anh vào sân thay người cho Kyle Walker ở phút thứ 82.
Vào ngày 5 tháng 10 năm 2022, Lewis có trận ra mắt Champions League cho Manchester City trong chiến thắng 5–0 trước Copenhagen khi anh vào sân thay cho João Cancelo , một cầu thủ mà anh được so sánh. Vào ngày 2 tháng 11 năm 2022, Lewis ghi bàn thắng đầu tiên tại Champions League trong chiến thắng 3–1 trước Sevilla ; do đó, anh trở thành cầu thủ trẻ nhất mọi thời đại ghi bàn trong lần đầu tiên đá chính trong một trận đấu ở Champions League và là cầu thủ ghi bàn trẻ nhất từng tham dự Champions League của Man City, 17 tuổi 346 ngày. Lewis bị các cổ động viên Sevilla lạm dụng phân biệt chủng tộc trong trận đấu.
Năm 2022, anh ấy lọt vào danh sách rút gọn cho Giải thưởng Nhân vật thể thao trẻ của năm của BBC năm đó.

## Sự nghiệp quốc tế
Vào tháng 9 năm 2021, Lewis ghi bàn cho đội U-18 Anh trong trận hòa với U-18 Wales.
Vào ngày 21 tháng 9 năm 2022, Lewis có trận ra mắt U-19 Anh trong chiến thắng 2–0 tại vòng loại U-19 Euro 2023 trước U-19 Montenegro ở Đan Mạch.

## Đời sống riêng tư
Sinh ra ở Bury, Đại Manchester, Anh, Lewis là người gốc Jamaica. Cha anh sở hữu một phòng tập đấm bốc, và Lewis được truyền cảm hứng từ võ sĩ Muhammad Ali.

## Thống kê sự nghiệp
Tính đến ngày 22 tháng 1 năm 2023
| Câu lạc bộ          | Mùa giải            | Giải đấu            | Giải đấu | Giải đấu | Cúp FA | Cúp FA | Cúp liên đoàn Anh | Cúp liên đoàn Anh | Châu Âu | Châu Âu | Khác | Khác | Tổng | Tổng |
| Câu lạc bộ          | Mùa giải            | Hạng                | Trận     | Bàn      | Trận   | Bàn    | Trận              | Bàn               | Trận    | Bàn     | Trận | Bàn  | Trận | Bàn  |
| ------------------- | ------------------- | ------------------- | -------- | -------- | ------ | ------ | ----------------- | ----------------- | ------- | ------- | ---- | ---- | ---- | ---- |
| Manchester City U21 | 2021–22             | —                   | —        | —        | —      | —      | —                 | —                 | —       | —       | 1    | 0    | 1    | 0    |
| Manchester City     | 2022–23             | Premier League      | 8        | 0        | 1      | 0      | 2                 | 0                 | 2       | 1       | 0    | 0    | 13   | 1    |
| Tổng cộng sự nghiệp | Tổng cộng sự nghiệp | Tổng cộng sự nghiệp | 8        | 0        | 1      | 0      | 2                 | 0                 | 2       | 1       | 1    | 0    | 14   | 1    |

1. ↑  Ra sân tại EFL Trophy
2. ↑  Ra sân tại UEFA Champions League

## Danh hiệu
Manchester City
- Premier League: 2022–23,[8] 2023–24
- FA Cup: 2022–23[9]
- FA Community Shield: 2024
- UEFA Champions League: 2022–23[10]
- UEFA Super Cup: 2023
- FIFA Club World Cup: 2023